# Biserica Saint-Eustache din Paris
Biserica Saint-Eustache este o biserică din Paris. Este situată în primul arondisment, în centrul cartierului Les Halles.

## Construcția
Originile bisericii Saint Eustache datează de la începutul secolului al XIII-lea. Primul edificiu construit a fost o capelă consacrată Sfintei Agnes. Această capelă se spune că ar fi fost darul unui burghez din Paris, Jean Alais, care a comandat construirea sa în recunoașterea dreptului pe care regele Filip al II-lea al Franței i-l acordase, acela de a percepe un bănuț pentru fiecare coș de pește care ajungea la Les Halles.
Din 1223 capela Sf. Agnes a fost transformată în biserică parohială și a luat numele de Saint-Eustache. Motivul cel mai probabil al noii denumiri poate fi transferul unei relicve a sfântului martir Eustațiu în biserica cea nouă, relicvă deținută până la acea dată de mănăstirea din Saint-Denis. Biserica a fost recondiționată de mai multe ori și extinsă, ca urmare a creșterii populației locale.